# Sciatta trapezimaculata
Sciatta trapezimaculata là một loài bướm đêm trong họ Noctuidae.